# Simorgh de cristal
Pour les articles homonymes, voir Simorgh.
Le Simorgh de cristal est le prix le plus prestigieux du cinéma iranien attribué par le Festival du film de Fajr, le grand festival annuel du film en Iran. 
Ce prix est attribué dans diverses catégories de la compétition internationale et également le cinéma contemporain iranien.

## Simorgh décernés
- Simorgh de cristal du meilleur film (سیمرغ بلورین بهترین فیلم)
- Simorgh d'or du meilleur film national (fa) (سیمرغ زرین بهترین فیلم از نگاه ملی)
- Prix spécial du jury (جایزه ویژه هیئت داوران)
- Simorgh de cristal du public (fa) (سیمرغ بلورین بهترین فیلم از نگاه تماشاگران)
- Simorgh de cristal du meilleur réalisateur (fa) (سیمرغ بلورین بهترین کارگردانی)
- Simorgh de cristal du meilleur scénario (fa) (سیمرغ بلورین بهترین فیلم‌نامه)
- Simorgh de cristal de la meilleure adaptation (fa) (سیمرغ بلورین بهترین فیلمنامه اقتباسی)
- Simorgh de cristal du meilleur acteur (fa) (سیمرغ بلورین بهترین بازیگر نقش اول مرد)
- Simorgh de cristal de la meilleure actrice (fa) (سیمرغ بلورین بهترین بازیگر نقش اول زن)
- Simorgh de cristal du meilleur acteur dans un second rôle (fa) (سیمرغ بلورین بهترین بازیگر نقش مکمل مرد)
- Simorgh de cristal de la meilleure actrice dans un second rôle (fa) (سیمرغ بلورین بهترین بازیگر نقش مکمل زن)
- Simorgh de cristal de la meilleure photographie (fa) (سیمرغ بلورین بهترین فیلم‌برداری)
- Simorgh de cristal du meilleur montage (fa) (سیمرغ بلورین بهترین تدوین)
- Simorgh de cristal de la meilleure musique originale (fa) (سیمرغ بلورین بهترین موسیقی متن)
- Simorgh de cristal du meilleur maquillage (fa) (سیمرغ بلورین بهترین چهره‌پردازی)
- Simorgh de cristal du meilleur court métrage (fa) (سیمرغ بلورین بهترین فیلم کوتاه)
- Simorgh de cristal du meilleur enregistrement sonore (fa) (سیمرغ بلورین بهترین صدابرداری)
- Simorgh de cristal de la meilleure prise de son (fa) (سیمرغ بلورین بهترین صداگذاری و میکس)
- Simorgh de cristal des meilleurs décors (fa) (سیمرغ بلورین بهترین طراحی صحنه)
- Simorgh de cristal des meilleurs costumes (سیمرغ بلورین بهترین طراحی لباس)
- Simorgh de cristal des meilleurs effets spéciaux (fa) (سیمرغ بلورین بهترین جلوه‌های ویژه میدانی)
- Simorgh de cristal des meilleurs effets visuels (fa) (سیمرغ بلورین بهترین جلوه‌های ویژه بصری)